# Ultraleichtfluggelände Kunrau/Jahrstedt

i7
i11
i13
Das Ultraleichtfluggelände Kunrau/Jahrstedt liegt im Ortsteil Kunrau der Stadt Klötze im Altmarkkreis Salzwedel in Sachsen-Anhalt. Der Platzhalter und Betreiber ist die Ultraleichtflug-Interessengemeinschaft Kunrau-Jahrstedt.

## Lage
Das Ultraleichtfluggelände liegt etwa 1,5 km westlich von Kunrau und etwa 1,5 km nordöstlich von Jahrstedt.

## Flugbetrieb
Das Ultraleichtfluggelände besitzt eine Betriebsgenehmigung für Ultraleichtflugzeuge. Es ist mit einer 400 m langen und 30 m breiten Start- und Landebahn aus Gras (Richtung 08/26) ausgestattet. Es dient dem Betrieb mit Luftfahrzeugen des Platzhalters sowie Dritter mit vorheriger Zustimmung des Platzhalters (PPR).

## Geschichte
Das Ultraleichtfluggelände Kunrau/Jahrstedt wurde am 31. März 2006 genehmigt. Die Betriebsaufnahme wurde am 24. November 2006 gestattet.